# Сива (оаза)

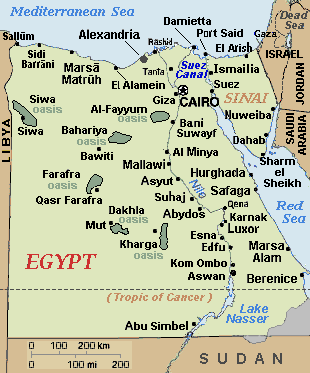
Оаза Сива на мапі Єгипту (згори ліворуч).

Сива, Сиваська оаза (бербер. ⵉⵙⵉⵡⴰⵏ, Isiwan; араб. واحة سيوة Wāḥat Sīwah, з берберської Сива — здобич птаха, захисника бога сонця Амона) — оаза в Єгипті, розташована між Катарською депресією і Єгипетським піщаним морем в Лівійський пустелі. Це найзахідніша з п'яти найбільших оаз Єгипту, розташована лише за 50 км на схід від лівійського кордону і за 560 км від Каїру. Має 80 км завдовжки і 20 км завширшки. Дістатися до неї можна із сусідньої оази Бахарія, а краще з міста Мерса-Матрух, розташованого на узбережжі Середземного моря. Сиву з Мерса-Матрух пов'язує 300-кілометрова шосейна траса.
Оаза Сива — це маленький рай з пишною рослинністю в самому серці пустелі. Від решти єгипетських оаз вона відрізняється наявністю декількох великих солоних озер, розміри яких змінюються протягом року.
Сива є ізольованим поселенням, з населенням 23 000 чоловік, переважно етнічні бербери, які говорять місцевою берберською мовою, відомою як таСивіт.
Оаза відома, головним чином, через те, що в античні часи мала храм оракула Амона, руїни якого є дуже популярними серед туристів.

## Історія
Сива має багату історію, рясно оповиту містичними легендами. Хоча відомо, що оазу було заселено щонайменше з 10 тисячоріччя до Р. Х., вперше вона згадується за часів XXVI династії єгипетських фараонів (664—525 рр. до Р. Х.), коли був споруджений некрополь у горі Мерців. Давньоєгипетська назва Сиви — Нехт-ам, «Земля пальм».
На ці часи припадає й спорудження знаменитого храму Оракула, руїни якого й досі можна побачити на пагорбі Агурмі. На його східній стіні збереглося зображення фараона Яхмоса II (570—526 рр. до Р. Х.), гаданого засновника храму. Саме своєму оракулу бога сонця Амона-Ра Сива завдячує своїй славі в античний період. Недарма її аж до кінця римського періоду називали оазою Амона.
Грецькі колоністи з Киренаїки мали контакти з Сивою приблизно в той же час (VII століття до Р. Х.), а давньогрецький історик Геродот поширив думку про надзвичайну силу сиванського оракула по всьому Середземномор'ю.
Перший визначний епізод, пов'язаний з оракулом, припадає на часи завоювання Єгипту перським царем Камбісом II (525 р. до Р. Х.). Сиванський оракул Амона напророкував, що завоюванням персів у Африці скоро настане кінець. Врешті так і сталося. Обурений таким пророцтвом, Камбіс відправив в Сиву армію чисельністю в 50 000 осіб, щоб знищити оракула. Проте це військо безслідно щезло в палючих пісках пустелі на шляху до Сиви, його слідів не знайдено й донині.
Фараони XXVIII династії Єгипту (404—398 рр. до Р. Х.) вирушали до Сиви, щоб бути визнаним у місцевому храмі сином верховного бога Амона-Ра. Ця акція підтверджувала їх божественне походження й легітимність їх влади.
Мабуть, знав про цю традицію найзнаменитіший відвідувач Сиви Александр Македонський. 331 р. до Р. Х., перед завоюванням Персії і майже відразу після того, як від відібрав у персів Єгипет Александр, ймовірно, прямуючи за птахами, подолавши всі труднощі подорожі пустелею й дістався Сиви. Кажуть, що оракул оголосив йому про його божественну природу і назвав законним фараоном Єгипту.
Пізніше римляни використовували оазу як місце для заслання. Про римську присутність в оазі свідчать понад 700 гробниць, вирізаних у горі Мерців.
Відомості про християнство в Сиві викликають сумнів. Проте у 708 році населення Сиви вчинило опір армії мусульман і, найімовірніше, не приймало іслам до XII століття.
Місцевий манускрипт згадує, що в 1203 році в оазі проживало всього сім сімей з 49 осіб. Тоді ця невеличка громада покинула пагорб Агурмі й заснували нове місто-фортецю під назвою Шалі. Там сиванці почувалися в безпеці, громада зростала, збільшувались і статки людей.
Мухаммед Алі Єгипетський приєднав Сиву до Єгипту в 1819 році, але його влада була нестійкою. У ті часи відбулося кілька повстань, сиванці відмовлялися платити данину. Врешті терпець Мухаммеда Алі урвався, 1829 року послав нове військо з 600–800 вояків для приборкання Сиви. Єгиптяни були безжальними, 18 шейхів були страчені, 26 інших вислані з оази. Оазу було упокоєно. Приблизно з 1834 р. Сива вже вважалася безпечною для відвідин.
У тому ж XIX столітті Сива потрапила під вплив суфійського ордену Сенусія, чий центр знаходився в сусідній оазі Джагбуб. Сенусити представляли реальну владу в пустелі, принаймні до Першої світової війни. Вони домінували в Сиві протягом багатьох років.
В Сиві сталося кілька битв за часів Першої та Другої світових війн.
1926 року небачена досі злива вирувала в Сиві протягом 3 днів. Вона завдала тяжкої шкоди місту Шалі, зруйнувавши більшу частину стародавньої фортеці. Її глинобитні будинки буквально розтанули під дощем. Значна їх частина була зруйнована, решта стала небезпечною для життя. Люди змушені були покинути свої домівки. Так сили природи прискорили будівництво нового поселення за межами старої фортеці. Тепер стародавнє місто стоїть у руїнах, але його незвичайна стільникова архітектура є візитівкою, що приваблює в Сиву іноземних туристів.
Переломними в історії Сиви стали 1980-і роки. 1985 року було побудоване шосе між Мерса-Матрух і Сивою, яке пов'язало оазу із зовнішнім світом. Незабаром прийшли електрика, телебачення, бетонні будівлі і туризм, поновився зовнішній інтерес до сиванської культури і спадщини.

## Географія

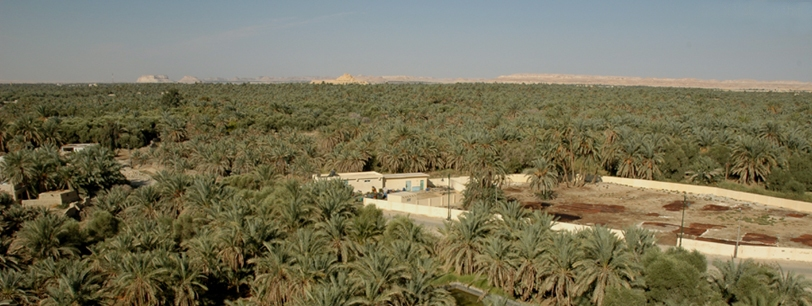
Панорама оази

Оаза Сива захована серед Сахари, найбільшої пустелі світу. 500 км пісків відділяють її від долини Нілу на сході і 250 км від узбережжя Середземного моря на півночі. Найближча до Сиви велика єгипетська оаза Бахарія розташована приблизно за 350 км на сході. На заході, відразу за єгипетсько-лівійським кордоном знаходиться оаза Джагбуб, дуже схожа з Сивою; їх розділяє близько 120 км.
Сива розташована в депресії на глибині приблизно 18 метрів нижче рівня моря. Своїм існуванням вона завдячує водоносному горизонту, що лежить прямо під оазою. Тут налічується майже 1000 джерел прісної води, завдяки яким і наполегливій праці місцевих людей Сива перетворилася на суцільні сади з фінікових пальм й оливкових дерев. Серйозною перешкодою для ведення сільського господарства є засолення ґрунтів. Через відсутність належного дренажу вода зі свіжих джерел витікає прямо в солоні озера і, таким чином, просто марнується.
Сива має декілька солоних озер, найбільшими з яких є Маракі (араб. ‏بركة المراقي‎, Birkat al-Marāqī) на заході, Сива (араб. ‏بركة سيوة‎, Birkat Sīwa) в центрі та Зейтун (араб. ‏بركة الزيتون‎, Birkat az-Zeitūn, Оливкове озеро) на сході оази. Їх площа становить 9 км2, 32 км2 і 16 км2 відповідно. Ці цифри є приблизними, адже площа озер постійно змінюється, залежно від швидкості випаровування води. Вода в озерах настільки солона, що в ній не водиться ніяка живність, навіть морська. В деяких озерах прямо у воді можна побачити кристали солі, зовні це дуже нагадує крижаний покрив.
Плоский ландшафт оази доповнюють декілька пагорбів. Домінує над Сивою Джебель-Дакрур (араб. جبل الدكرور, Ǧabal ad-Dakrūr), триголова гора, з якої відкривається чудова панорама всієї оази. Понад 700 гробниць висічені в скельних породах гори Мерців (араб. جبل الموتى المصبرين, Ǧabal al-Mautā al-Muṣabbarīn).
У результаті ізоляції посеред безплідною пустелі Сива стала притулком для деяких видів рослин і тварин, що знаходяться під загрозою зникнення, і острівцем біорізноманіття з різними ендемічними видами флори і фауни. Охоронний статус мають, зокрема, піщана газель (Gazella leptoceros), фенек (Vulpes zerda), сріблястий сокіл (Falco concolor).

### Клімат
Оаза знаходиться у зоні, котра характеризується кліматом тропічних пустель. Найтепліший місяць — липень із середньою температурою 29.4 °C (85 °F). Найхолодніший місяць — січень, із середньою температурою 11.7 °С (53 °F).
| Клімат Сиви             | Клімат Сиви | Клімат Сиви | Клімат Сиви | Клімат Сиви | Клімат Сиви | Клімат Сиви | Клімат Сиви | Клімат Сиви | Клімат Сиви | Клімат Сиви | Клімат Сиви | Клімат Сиви | Клімат Сиви |
| Показник                | Січ.        | Лют.        | Бер.        | Квіт.       | Трав.       | Черв.       | Лип.        | Серп.       | Вер.        | Жовт.       | Лист.       | Груд.       | Рік         |
| Абсолютний максимум, °C | 30          | 35          | 37          | 45          | 47          | 48          | 47          | 47          | 43          | 41          | 41          | 30          | 48          |
| Середній максимум, °C   | 19          | 21          | 25          | 30          | 34          | 37          | 38          | 37          | 35          | 32          | 26          | 21          | 30          |
| Середня температура, °C | 11          | 13          | 16          | 20          | 25          | 27          | 29          | 28          | 26          | 23          | 18          | 13          | 21          |
| Середній мінімум, °C    | 3           | 5           | 7           | 11          | 16          | 18          | 20          | 20          | 17          | 14          | 10          | 5           | 12          |
| Абсолютний мінімум, °C  | −4          | −2          | 0           | 3           | 8           | 11          | 11          | 15          | 11          | 6           | 2           | −2          | −4          |
| Норма опадів, мм        | 0           | 0           | 0           | 0           | 0           | 0           | 0           | 0           | 0           | 0           | 0           | 0           | 10          |
| Днів з дощем            | 0           | 0           | 0           | 0           | 0           | 0           | 0           | 0           | 0           | 0           | 0           | 0           | 1           |
| Вологість повітря, %    | 63          | 58          | 55          | 49          | 47          | 47          | 51          | 47          | 53          | 55          | 59          | 63          | 54          |
| ----------------------- | ----------- | ----------- | ----------- | ----------- | ----------- | ----------- | ----------- | ----------- | ----------- | ----------- | ----------- | ----------- | ----------- |
| Джерело: Weatherbase    |             |             |             |             |             |             |             |             |             |             |             |             |             |

## Населення
За переписом населення Єгипту, в 2006 році в оазі Сива проживало 15 886 осіб. На території оази є лише два невеличких села, Маракі і Бахадж-ель-Дін, де живуть араби-бедуїни. Незначне число арабів-єгиптян, вихідців з основної території країни, живе в місті Сива. Решту ж населення складають місцеві сиванські бербери.
Головне місто оази — Сива, у ньому живе більшість її мешканців. Крім того, є ще близько десятка невеличких сіл, які знаходяться переважно на північному березі озера Зейтун або навколо озера Сива. Всі вони розташовані вздовж головних шляхів оази.
Розмовною мовою місцевого населення є берберська сиванська мова. Це робить оазу мовним островом з незалежним культурним розвитком. Це єдине місце в Єгипті, де розмовною є берберська мова. Практично всі сиванці володіють також арабською.
Домінуюча релігія — іслам сунітського напрямку. Серед місцевого населення сильним є вплив суфійського ордену Сенусія.

## Господарство
Основу економіки Сиви становить сільське господарство. В цій галузі зайнята більшість її населення. Тут близько 12 000 федданів (5 000 га) сільськогосподарських угідь. Вирощують, головним чином, фініки й оливки. В оазі росте принаймні 250 000 пальмових дерев та 30 000 оливкових дерев.
Місцеві аграрії вважають свої фініки та оливки одними з найкращих у світі. Вони високо цінуються в Єгипті. Оливкова олія екстра-класу (Extra virgin olive oil) експортується до Європи.
Сиванські фермери продовжують вирощувати і збирати урожай так само, як це робили їх предки протягом багатьох століть. Всі сільськогосподарські землі оази складаються з доглянутих садів з продуманою системою поливу та дренажу, кожна ділянка з'єднана з певним природним джерелом води. Сільськогосподарські роботи є чоловічою справою. У період збирання врожаю сім'я може декілька тижнів провести в саду, живучи просто в наметі.
Крім оливок та фініків, у Сиві вирощують пшеницю, ячмінь, просо, бобові, середземноморські фрукти та овочі, джут, люцерну, спеції та лікарські трави.
Також тримають велику рогату худобу, кіз, віслюків, собак та трохи овець. Верблюдів у Сиві не розводять.
Сива може похвалитися розмаїттям традиційних мистецтв і ремесел, серед яких срібні ювелірні вироби, барвисті плетені кошики, килими, полотно та одяг з ручною вишивкою тощо. Сиванські срібні вироби, переважно жіночі прикраси, мають високу якість і мають попит серед колекціонерів у всьому світі.

## Цікаві факти
- У 2007 році в Сиві були знайдені відбитки людських ступень, вік яких оцінюється в 3 мільйони років. Це найдавніші людські сліди у світі[13].

## Пустельна архітектура
Стара фортеця Шалі (араб. شالي, Schālī) є типовим зразком пустельної архітектури. Такого плану споруди не є унікальним явищем в оазах Сахари. Так їх населення в минулому захищалося від грабіжників та інших зовнішніх нападників. Селища-фортеці (араб. قصر, qaṣr) відомі, зокрема в єгипетських оазах Фарафра, Дахла, Харга, Кара. Подібні споруди відомі до Марокко на заході.

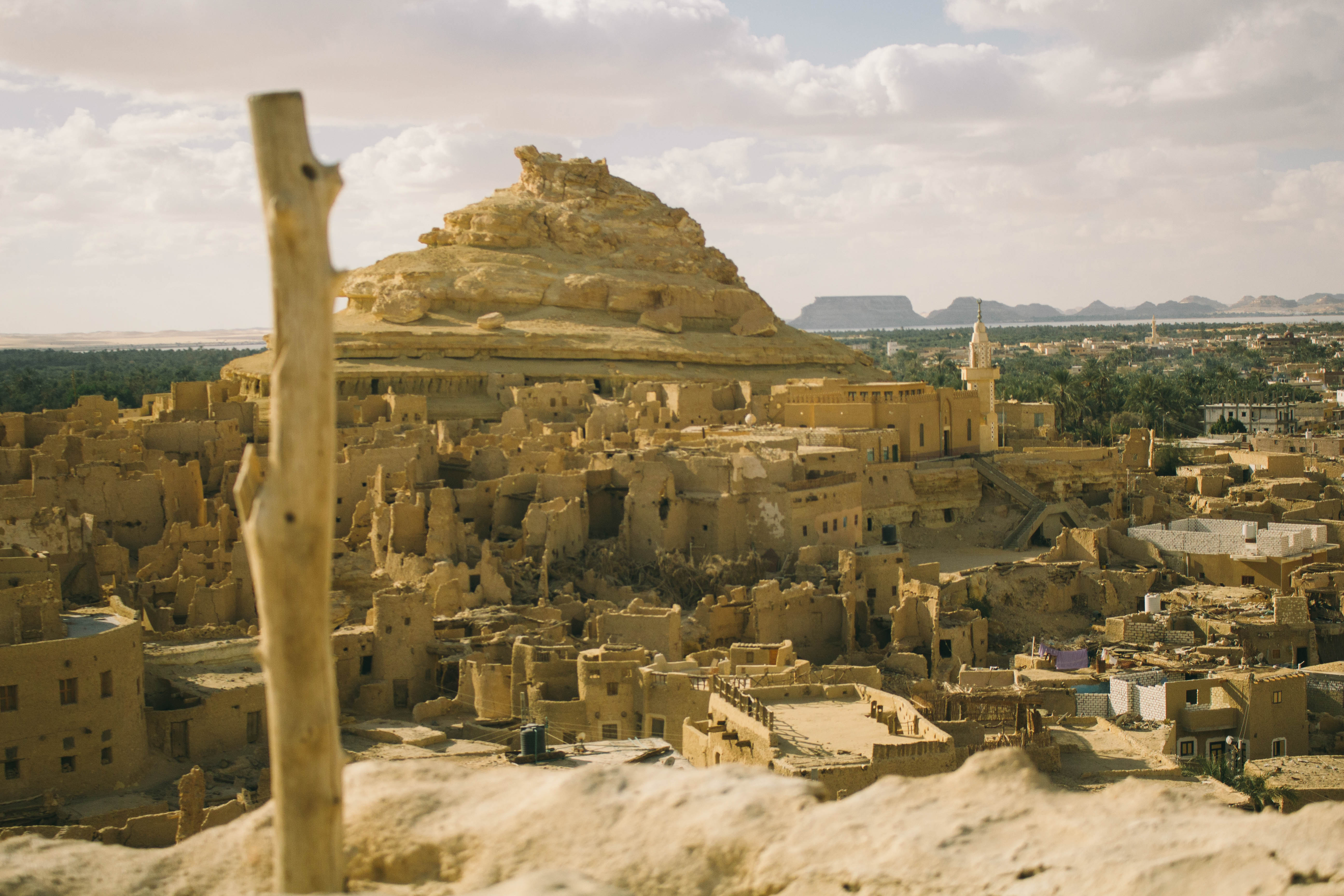
Залишки старого міста-фортеці Шалі

Жителі скористалися існуючим рельєфом для потреб оборони. Місто було збудоване на пагорбі й амфітеатром підіймалося над долиною. Вважають, що будівлі Шалі сягали висоти 60 метрів. Здалеку місто нагадувало стільники. Воно було оточене високим муром і мало лише один вхід. Як і в інших мусульманських містах, тут була мечеть. Її мінарет використовувався водночас і як башта для спостереження.
Попри значні руйнування, залишки Шалі й досі викликають захоплення у туристів. Але здебільшого вулички міста-привида стоять тепер порожніми й безлюдними, лише зрідка на них можна побачити самотнього туриста з ошалілими від захвату очима та незмінною відеокамерою. Будинки стоять тісно один до одного, вулиці такі вузькі, що віслюк з вантажем не завжди зможе пройти ними. Будівлі розташовані невеликими терасами й мають складну й заплутану систему виходів і переходів. Вулиці утворюють настільки складний лабіринт, що чужинець легко може заблукати в ньому.
Жодна з будівель, що залишилися, не перевищує 5 поверхів. Будинки біля підніжжя скелі, як правило вищі, мають товщі стіни й дуже міцні. Стовбури пальм використовувались як балки й колони, перекриття робили з пальмових стебел, іноді з додаванням гілок оливкових дерев з листям, і все це заповнювали глиною. Основним же будівельним матеріалом була так звана «солона глина». Це мул із місцевих солоних озер, який у формах висушували на сонці й отримували таким чином сирицеву цеглу для будівництва. Як розчин використовувалась та сама «солона глина», але в рідкому стані, і в результаті виходити міцні монолітні конструкції. Будівлі із «солоної глини» мають характерний сіро-синій колір «перець і сіль».
«Солона глина» має пористу структуру й чудові теплові характеристики, вона зберігає температуру повітря в приміщенні м'якою як у гарячий, так і в холодний сезон. Єдиним, але суттєвим, недоліком цього матеріалу є те, що він не є водостійким, і саме через цю негативну рису фортеця Шалі врешті-решт припинила своє існування. Жителі Сиви, хоча й не відмовилися зовсім від «солоної глини», але стали більше використовувати інший матеріал — вапняк, який видобувають у місцевих кар'єрах. Інтеграція оази до єгипетської економіки й способу життя в 1985—1995 рр. викликала суттєві зміни в способах будівництва Сиви. Тепер оаза зовні мало відрізняється від сіл у долині Нілу. Тут переважають дешеві житлові будинки з бетонних блоків, які місцевими жителями сприймаються як ознака модернізації.
«Солону глину» стали використовувати при будівництві нових готелів та ресторанів у екологічному стилі, приваблюючи таким чином туристів.

## Суспільство
Сива вважається надзвичайно консервативним суспільством, навіть за єгипетськими мірками. Сиванці продовжують жити в умовах патріархального ладу. Громаду очолює рада старійшин (шейхів), які є представниками 10 традиційних сиванських родів, які ще називають племенами або колінами. У своїй діяльності шейхи дотримуються не лише норм Корану, а й місцевих сиванських законів, що передаються з покоління в покоління ще XIII ст.
У грудні 2001 року місцевий антрополог Фатхі Малім (англ. Fathi Malim) опублікував свою книжку «Oasis Siwa: From the Inside», в якій задокументував ряд унікальних аспектів сиванського життя та культури. Сиванські шейхи визнали цю книжку недоречною й образливою через те, що вона відкриває чужинцям інтимні подробиці життя громади, й погрожували авторові вигнанням. Зважаючи на таку реакцію з боку спільноти, Фатхі Малім вирішив поки що припинити заплановані видання наступних матеріалів. Цей випадок свідчить про міцність і живучість засад місцевого менталітету.
Сиванці поділяються на дві групи родів, що мають різне походження: східняки (араб. sharqiyyîn, сиван. il-lifaya) та західняки (араб. gharbiyyîn, сиван. takhsîb). У минулому їх квартали навпіл ділили Шалі. Тепер поділ між групами носить більше психологічний характер, чітких територіальних меж між ними не існує. Стосунки між обома групами завжди мали відверто ворожий характер. Суперечки між ними були звичайним явищем і часто переходили в криваві побоїща.
Щороку на перший повний місяць у жовтні сиванці відзначають свято ід-аль-сияга (‘îd al-siyâha). Воно є символом примирення між східняками та західняками. Члени обох громад збираються разом і влаштовують святкову ходу до гори Джебель-Дакрур, на чолі якої йдуть старійшини всіх сиванських племен. Люди беруться за руки й утворюють рухоме коло. Під час свята сиванці повинні залагодити всі суперечки, що виникли між ними протягом року, що минув.
Кожен із сиванців чітко усвідомлює свою належність до певного роду. Із врахуванням цього фактору в оазі вкладаються шлюби. Поширеним явищем є шлюб між двоюрідними братами та сестрами. Зазвичай сиванці мають одну дружину, але мати декілька дружин не забороняється. Сиванці є переважно ендогамними, мішані шлюби навіть з бедуїнами, які живуть тут же в оазі, для них є рідкісним явищем.
Жінки можуть виходити з дому лише у супроводі чоловіка. При цьому вони з голови до ніг мають бути прикриті великою вуаллю традиційно синього кольору, що зветься тарфутет (місцевий варіант паранджи). В громадських місцях і на сільськогосподарських землях жінкам з'являтися не можна.
У минулому в сиванців існував особливий стан загала (zaggâla, zagalla), який об'єднував підлітків і неодружених чоловіків. Члени цього стану зобов'язані були жити й працювати разом за межами міста, протягом декількох років вони були позбавлені будь-якого контакту з жінками. Загала вели аскетичний спосіб життя й становили основну робочу силу в оазі. Вони ж були й воїнами, що захищали всю громаду від зовнішніх ворогів. У середовищі загала цілком нормальними вважалися гомосексуальні стосунки.

## Туризм
Розташована далеко в глушині, Сива втім належить до числа туристичних об'єктів Єгипту, хоча й маловідомих і не дуже популярних. Це спокійна сільська місцина. Тут немає велелюдних і безладних базарів, як в Луксорі або Каїрі. За декілька днів ви будете знати майже всіх місцевих жителів, і вони знатимуть вас, особливо, якщо ви поп'єте з ними чаю. Пальми, озера, чудові види, намети бедуїнів, величезні піщані дюни — все це робить Сиву захопливим місцем для туристів. Для їх послуг є готелі, ресторани, кафе. Проте гості оази повинні мати на увазі, що це дуже консервативний регіон, і слід поважати традиції місцевого суспільства.
Є сім визначних пам'яток, які слід побачити в Сиві: старе місто-фортеця Шалі, храм Оракула, храм Амона, гора Мерців, басейн Клеопатри, гора Джебель-Дакрур, кам'яні гробниці римських воїнів, розкидані навколо оази. Всі вони розташовані в межах декількох хвилин їзди автомобілем або возиком, запряженим віслюком.
Руїни Шалі знаходяться поруч із головною площею Сиви. Це чудовий, об'єкт для огляду, що вражає з першого погляду. Він домінує над усією оазою, і на нього можна дивитись з різних боків. Як не дивно, але в деяких будівлях Шалі і зараз живуть люди.
Поруч із центом міста є Сиванський Дім (араб. بيت سيوي, Bait Sīwī) — краєзнавчий музей, де можна багато чого побачити й дізнатись про багатовікову історію оази. Тут можна також придбати типові для Сиви одяг, ювелірні вироби та інші вироби ручної роботи.
На схід від міста Сива знаходиться село Агурмі (араб. أغورمي, Aghūrmī), найстаріше поселення оази. Тут на пагорбі й досі стоїть знаменитий храм Оракула Амона, який відвідував ще Александр Македонський. Храм невеличкий, має висоту 12 метрів і 14 на 22 метри в плані, але виглядає велично. Храмовий комплекс непогано зберігся, але потребує реставрації. Всередину храму відвідувачів не пускають. У значно гіршому стані знаходиться храм Амона, руїни якого були розкопані в місцевості Ум-Убейда (араб. أم عبيدة, Umm ʿUbaida) на південь від Агурмі. Стоїть лише шматок стіни, який тримається за рахунок сучасної цегли. На щастя збереглися деякі чудові розписи на західному боці цієї стіни.
Гора Мерців розташована приблизно за 1 км на північ від центру міста Сива. У ній вирізані кам'яні гробниці, в яких сиванці понад 2000 років ховали своїх близьких. Вся гора в отворах, вже сто років тут просто немає місця для нових поховань. Гора Мерців привабливо виглядає здалеку, але не менше вражає вона є й зблизька. Більшість гробниць належала сім'ям, і розташовані вони за тою самою моделлю, що й по всьому Єгипту. Найстаріші могили датуються XXVI династією та періодом Птолемеїв. Греко-римські мумії, яким вже 1500 років, збереглися у відмінному стані. Розкопи проводились тут у 1997 і 2003 роках. На жаль, більшість могил постраждало через незаконні розкопи, починаючи ще з римської доби. Сиванці переховувались в гробницях гори Мерців під час Першої і Другої світових воєн. Численні скельні гробниці греко-римської доби можна побачити й у інших місцях оази.
Немає кращого місця, з якого можна отримати приголомшливий вид на всю оазу, ніж Джебель-Дакрур. Ця гора розташована біля озера Зейтун, приблизно за 5 км на північний захід від центру міста Сива. В античні часи тут були каменоломні. Гора пронизана рукотворними печерами, що виконували роль гробниць в давньоєгипетські та римські часи. Сиванці приходять на гору Дакрур на своє щорічне свято примирення. А ще, за місцевими легендами, в печерах Дакруру заховані скарби місцевого царя, й жителі оази не припиняють їх пошуків. Сусіднє озеро Зейтун виглядає доволі сумно, простий навколишній пейзаж зовсім не вражає око.
Набагато привабливішим є озеро Сива, що знаходиться відразу за пальмовими гаями й оточене ззаду горами. Озеро поступово зменшується, і вода в ньому стає все солонішою, значна частина поверхні вкрита товстою кіркою солі. Дуже гарно й романтично виглядає оточений пальмами острів Фатнас (араб. ‏جزيرة فطناس‎, Ǧazīrat Faṭnās). Звідси відкриваються чудові краєвиди, особливо перед заходом сонця. Тут є кафе і басейн з прісною водою, можна покупатися. Але найкращим місцем для купання в Сиві є басейн Клеопатри (араб. عين كليوباترا, ʿAin Kliyūbātrā). Така «історична» назва розрахована на туристів, насправді це джерело не має жодного стосунку до знаменитої цариці Єгипту. Раніше тут напередодні весілля купалися сиванські наречені. Тепер цей ритуал перенесли до іншого джерела, а тут купаються переважно місцеві чоловіки, хоча дозволяється відвідувати його й іноземцям, навіть і жінкам. Вода в басейні має постійну температуру.
Один з найпопулярніших туристичних атракціонів в Сиві є сафарі на джипі пустелею, яке пропонується багатьма місцевими готелями й незалежними операторами. Новим туристичним місцем стало озеро Вахід (араб. ‏بئر واحد‎, Biʾr Wāḥid) з гарячим джерелом та прісною водою. Воно розташоване серед пустелі за 12 км на північний захід від Сиви, тут зовсім немає рослинності. Це найкраще місце купання для жінок, адже тут немає місцевих жителів. Повз озеро Вахід пролягає один із маршрутів сафарі.

Сиваські краєвиди
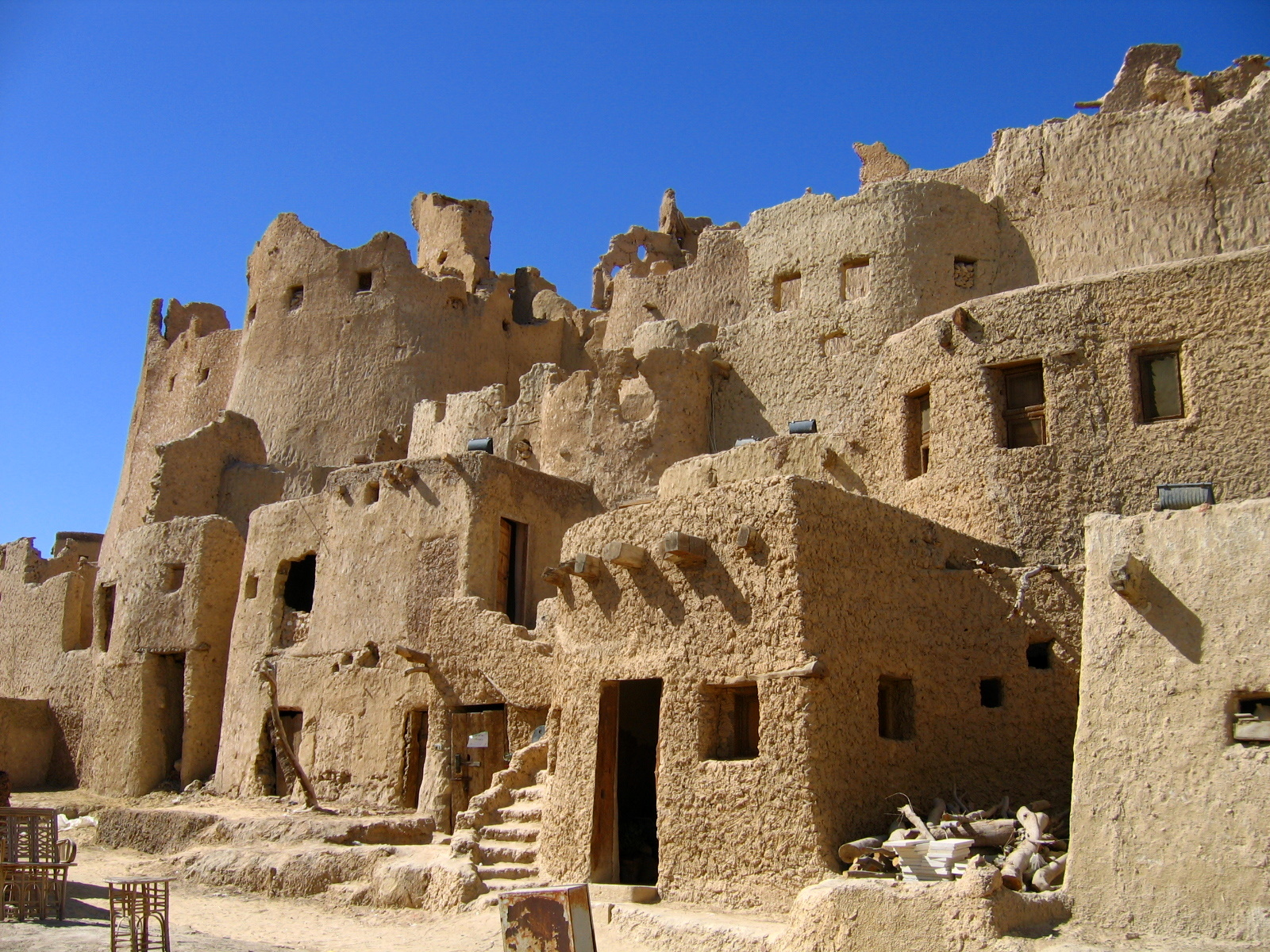
Будівлі старого міста
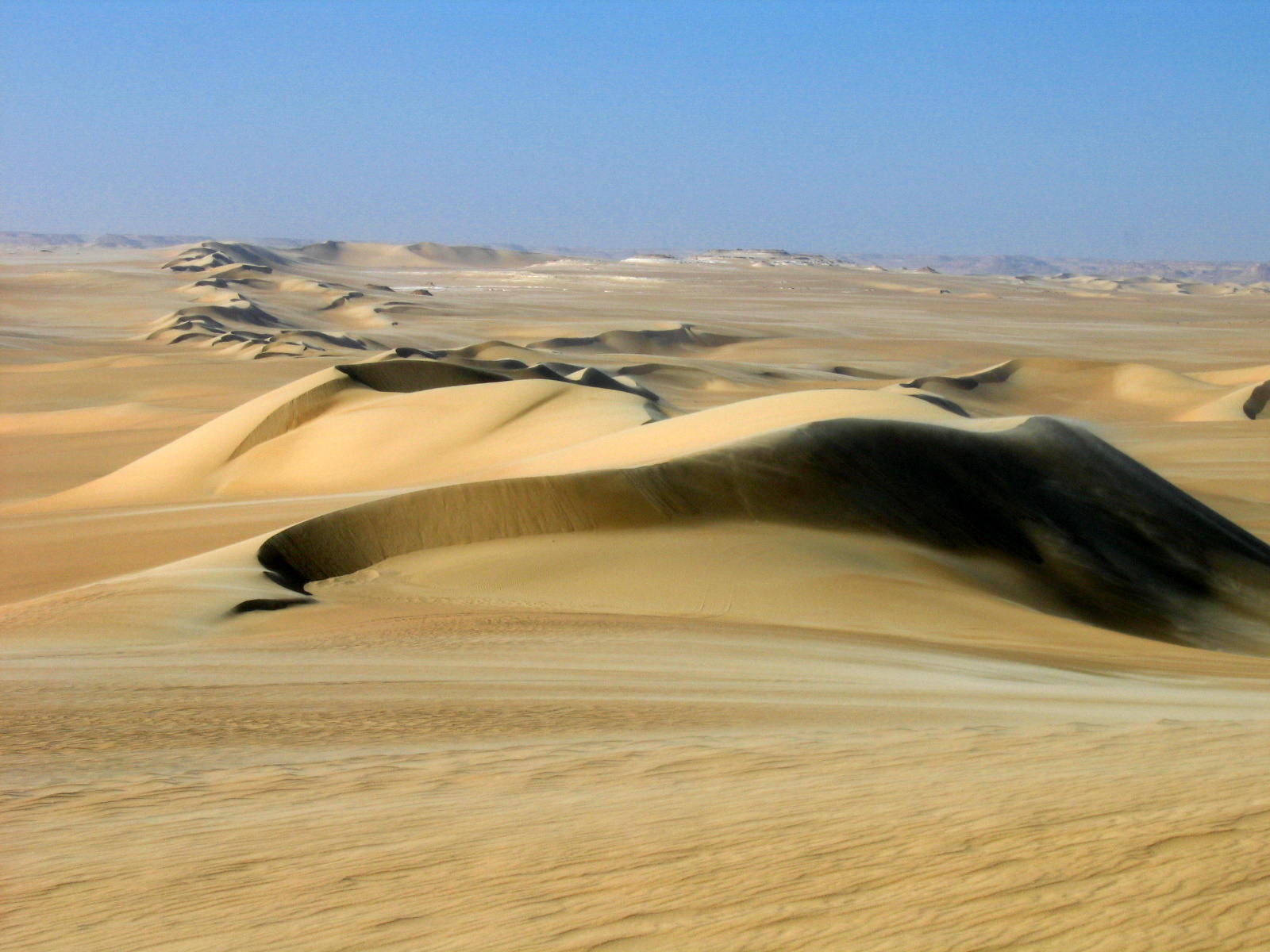
Пустеля і дюни біля Сиви
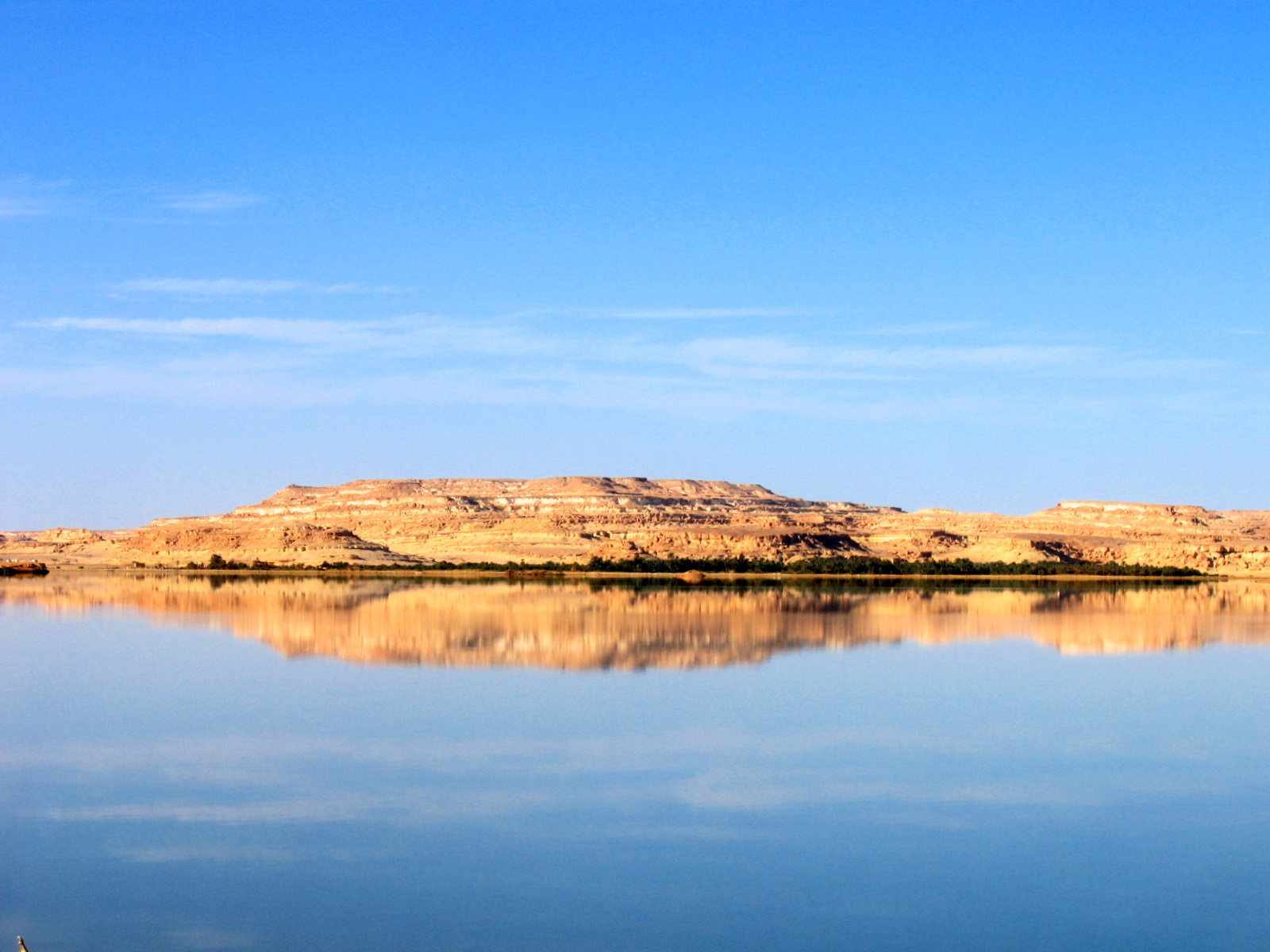
Водойми в оазі Сива
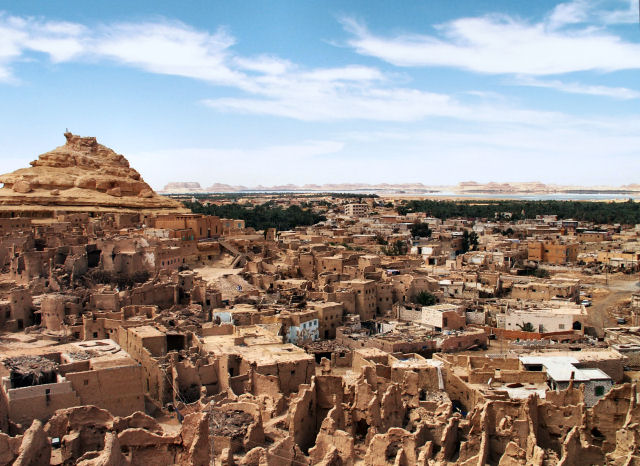
В Сиві багато будівель із сирцевої цегли
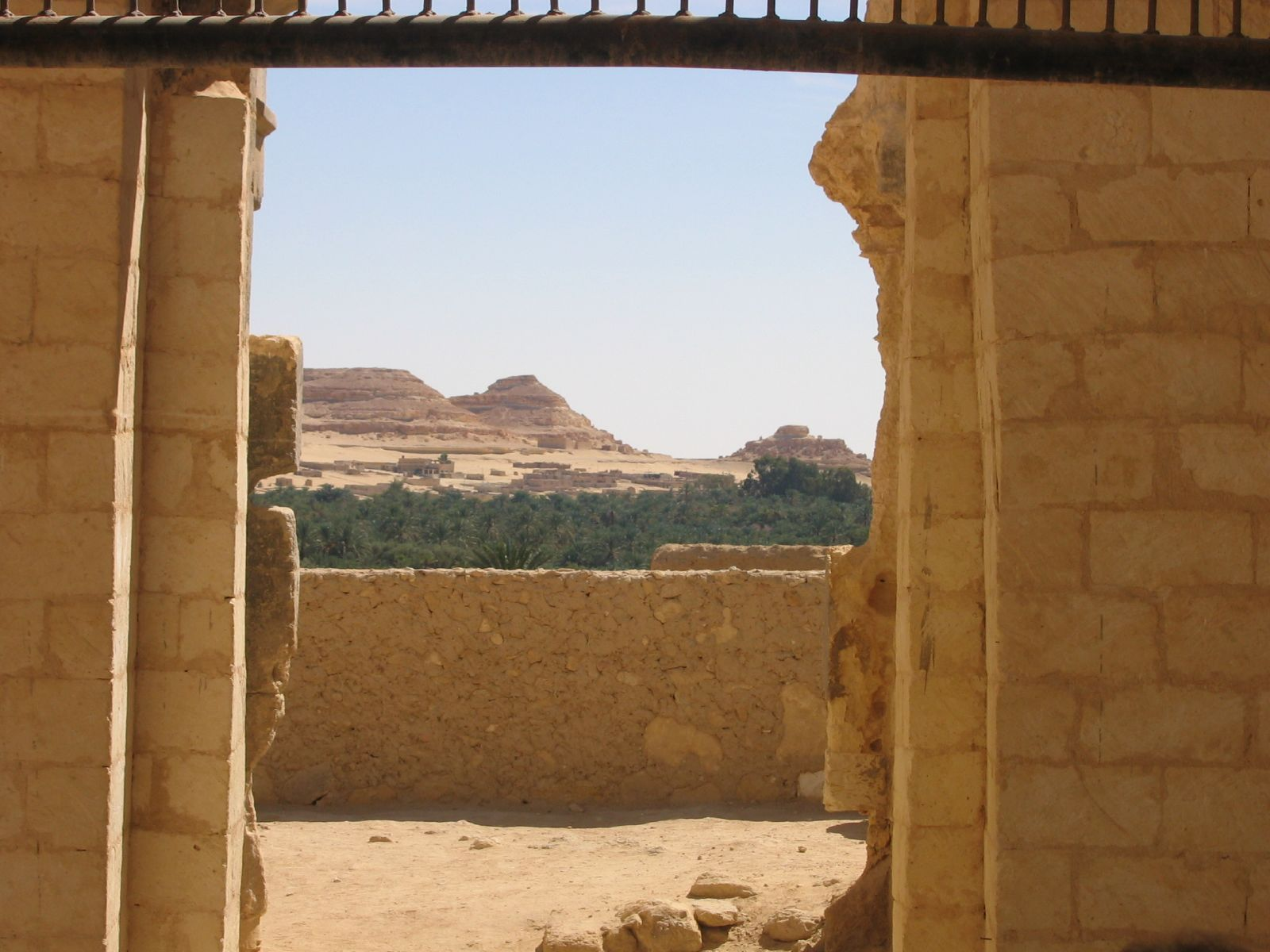
Храм Амона в Сиві
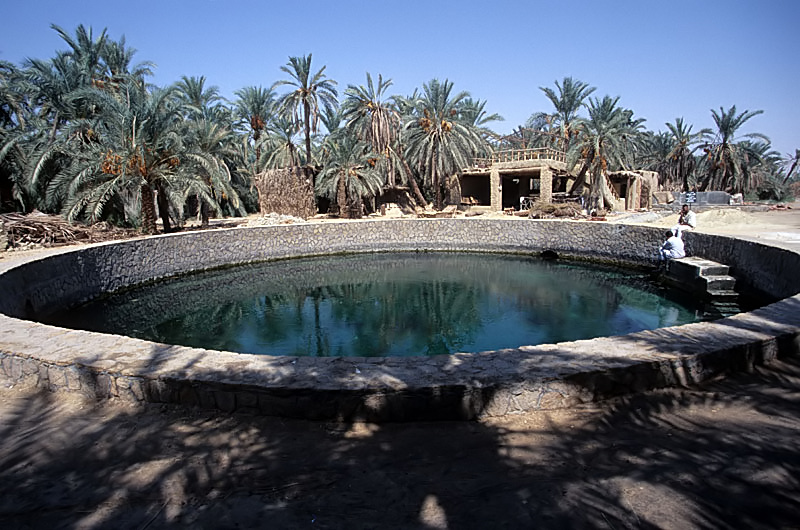
Басейн Клеопатри в Сиві
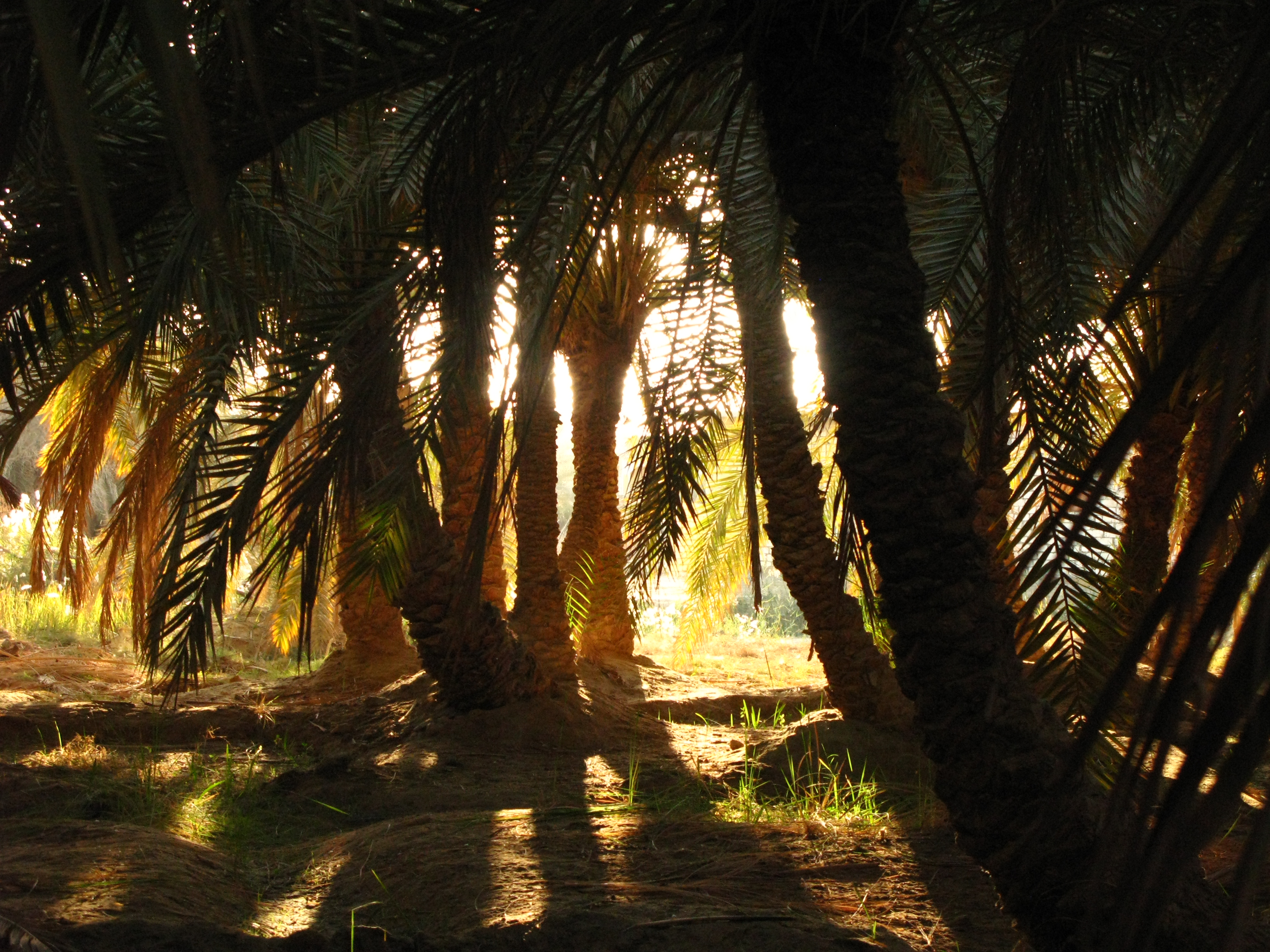
Сад фінікових пальм
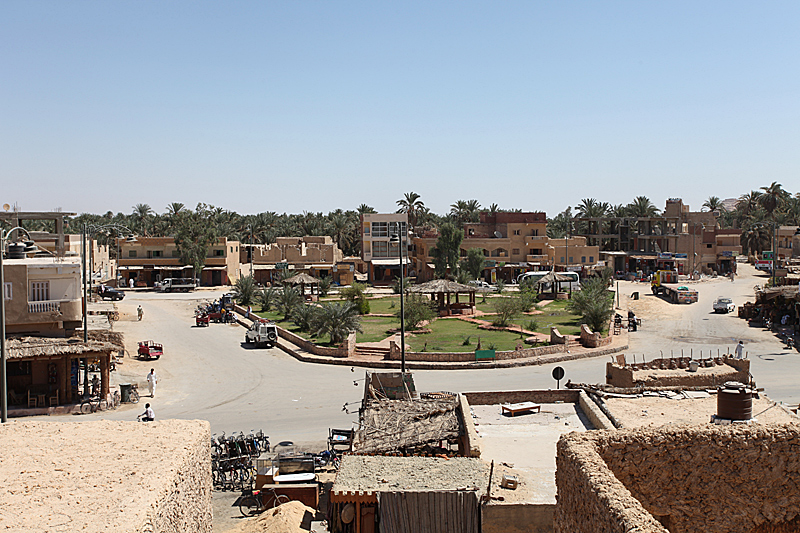
У центрі міста
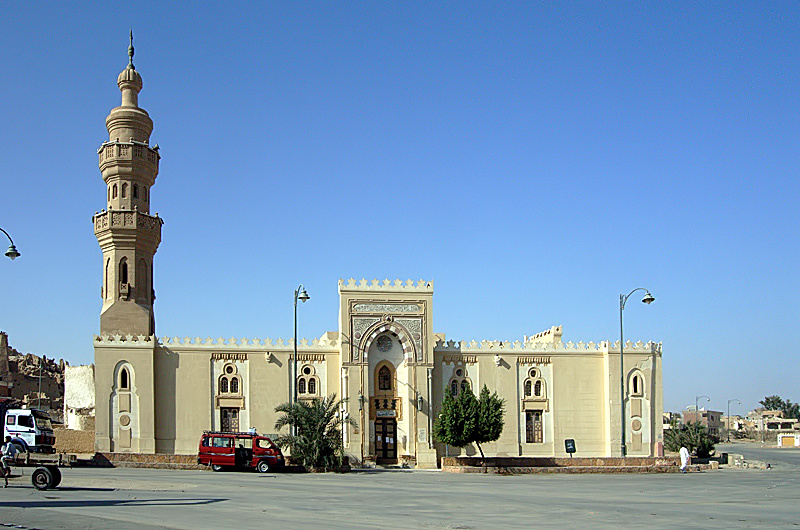
Сучасна мечеть у Сиві
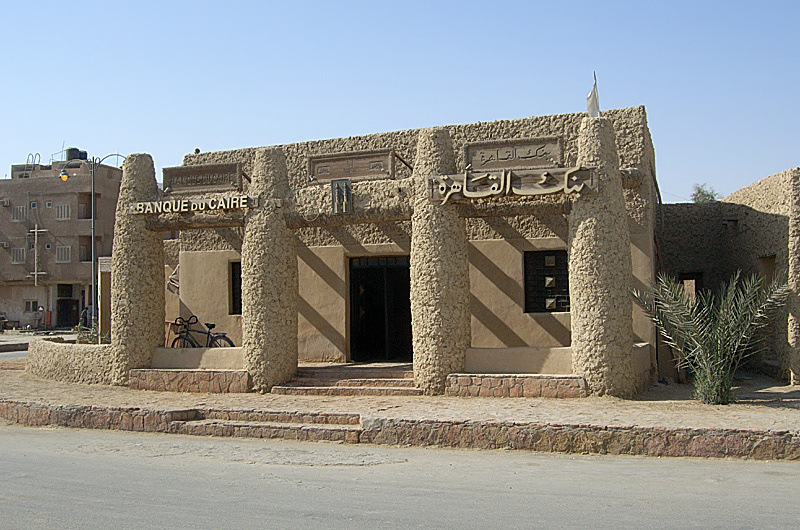
Будівля банку